# Żywot świętego Błażeja
Żywot świętego Błażeja – zachowane fragmentarycznie tłumaczenie na język polski legendy o św. Błażeju, pochodzące z przełomu XIV i XV wieku.
Z rękopisu zachowała się jedna pergaminowa karta, przechowywana w Bibliotece Ossolineum we Wrocławiu. Karta zawiera kilka epizodów dotyczących św. Błażeja, zaczerpniętych ze Złotej legendy autorstwa Jakub de Voragine. Stanowi być może pozostałość po przekładzie całej Złotej legendy, który mógł być dokonany pod koniec XIV w. Ocalała karta pochodzi z kopii wykonanej w wieku XV. Żywot św. Błażeja uchodzi za najstarszy zachowany, obok Pasji połockiej, hagiograficzny utwór prozatorski w języku polskim.